# Campeonato Europeo de Tiro con Arco en Sala de 1996
El V Campeonato Europeo de Tiro con Arco en Sala se celebró en Mol (Bélgica) entre el 14 y el 18 de febrero de 1996 bajo la organización de la Unión Europea de Tiro con Arco (WAE) y la Federación Belga de Tiro con Arco.

## Resultados

### Masculino
| Evento                    | Oro                                                          | Plata                                                            | Bronce                                                           |
| ------------------------- | ------------------------------------------------------------ | ---------------------------------------------------------------- | ---------------------------------------------------------------- |
| Arco recurvo individual   | Alessandro Rivolta · Italia                                  | Matteo Bisiani · Italia                                          | Pascal Pelletier Francia                                         |
| Arco recurvo por equipo   | Göran Bjerendal · Magnus Petersson · Mikael Larsson · Suecia | Alessandro Rivolta · Matteo Bisiani · Michele Frangilli · Italia | Stanislav Zabrodsky · Ihor Parjomenko · Dmytro Tarasov · Ucrania |
| Arco compuesto individual | Mario Ruele · Italia                                         | Markus Groß · Alemania                                           | Antonio Tosco · Italia                                           |
| Arco compuesto por equipo | Mario Ruele · Giuseppe Agnello · Antonio Tosco · Italia      | Daniel Schneider Dominique Genet Stéphane Dardenne Francia       | José García · José Ignacio Catalán · Manel Rojas · España        |

### Femenino
| Evento                    | Oro                                                           | Plata                                                           | Bronce                                                               |
| ------------------------- | ------------------------------------------------------------- | --------------------------------------------------------------- | -------------------------------------------------------------------- |
| Arco recurvo individual   | Natalia Valeeva Moldavia                                      | Olena Sadovnycha · Ucrania                                      | Barbara Mensing · Alemania                                           |
| Arco recurvo por equipo   | Barbara Mensing · Cornelia Pfohl · Astrid Hänschen · Alemania | Olena Sadovnycha · Lina Herasymenko · Nataliya Biluja · Ucrania | Tatiana Plichina · Natalia Bolotova · Margarita Galinovskaya · Rusia |
| Arco compuesto individual | Petra Ericsson · Suecia                                       | Pernilla Svensson · Suecia                                      | Susanne Kessler Dinamarca                                            |
| Arco compuesto por equipo | Petra Ericsson · Pernilla Svensson · Ulrika Sjöwall · Suecia  | Catherine Deburck Sophie Cordier Valérie Fabre Francia          | Susanne Kessler Mari Haajanen Lene Kristensen Dinamarca              |

## Medallero
| Núm. | País      | Oro | Plata | Bronce | Total |
| ---- | --------- | --- | ----- | ------ | ----- |
| 1    | Italia    | 3   | 2     | 1      | 6     |
| 2    | Suecia    | 3   | 1     | 0      | 4     |
| 3    | Alemania  | 1   | 1     | 1      | 3     |
| 4    | Moldavia  | 1   | 0     | 0      | 1     |
| 5    | Francia   | 0   | 2     | 1      | 3     |
| 5    | Ucrania   | 0   | 2     | 1      | 3     |
| 7    | Dinamarca | 0   | 0     | 2      | 2     |
| 8    | España    | 0   | 0     | 1      | 1     |
| 8    | Rusia     | 0   | 0     | 1      | 1     |
|      | TOTAL     | 8   | 8     | 8      | 24    |